# Oligocentria lignicolor
Oligocentria lignicolor är en fjärilsart som beskrevs av Walker 1855. Oligocentria lignicolor ingår i släktet Oligocentria och familjen tandspinnare. Inga underarter finns listade i Catalogue of Life.

## Bildgalleri

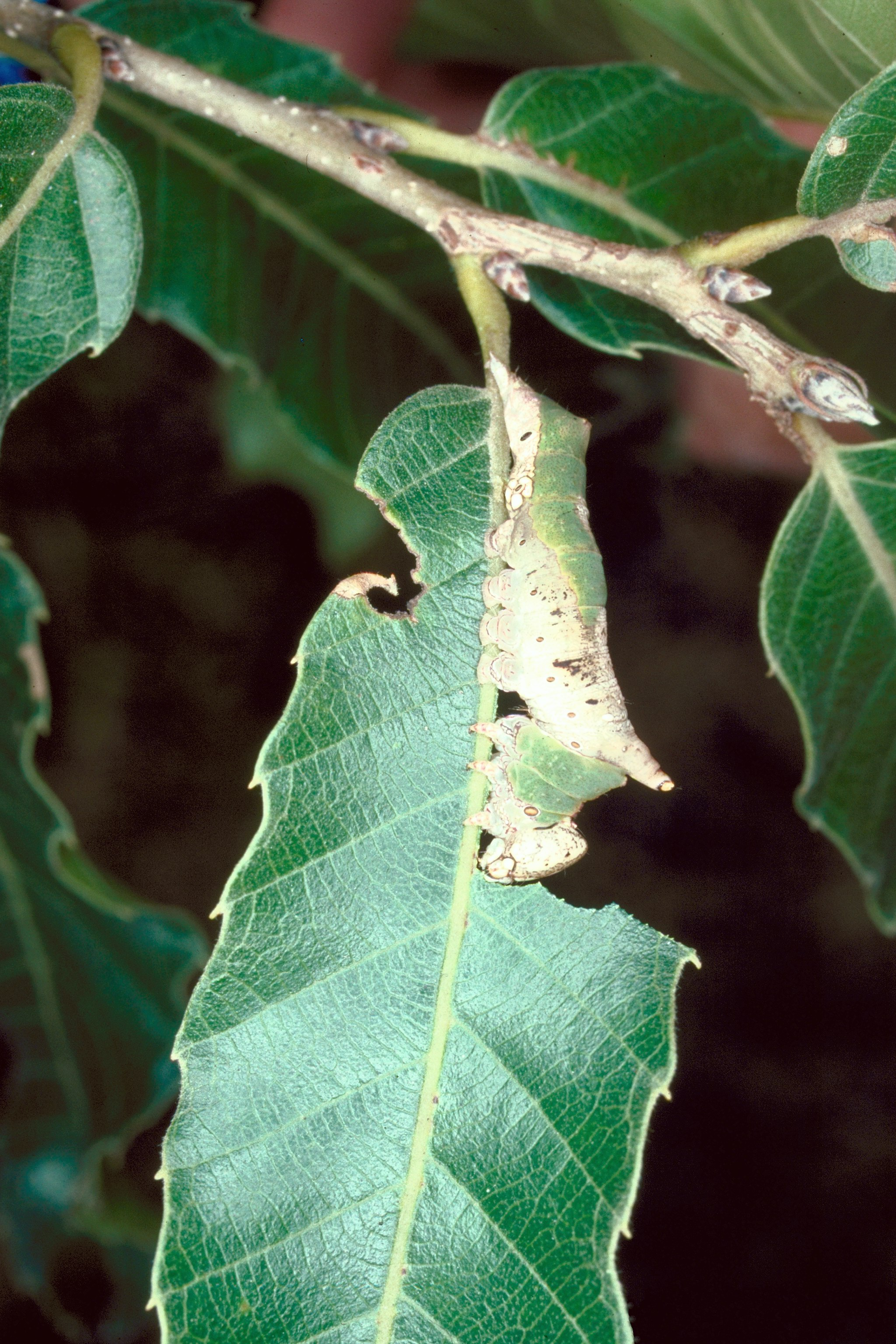
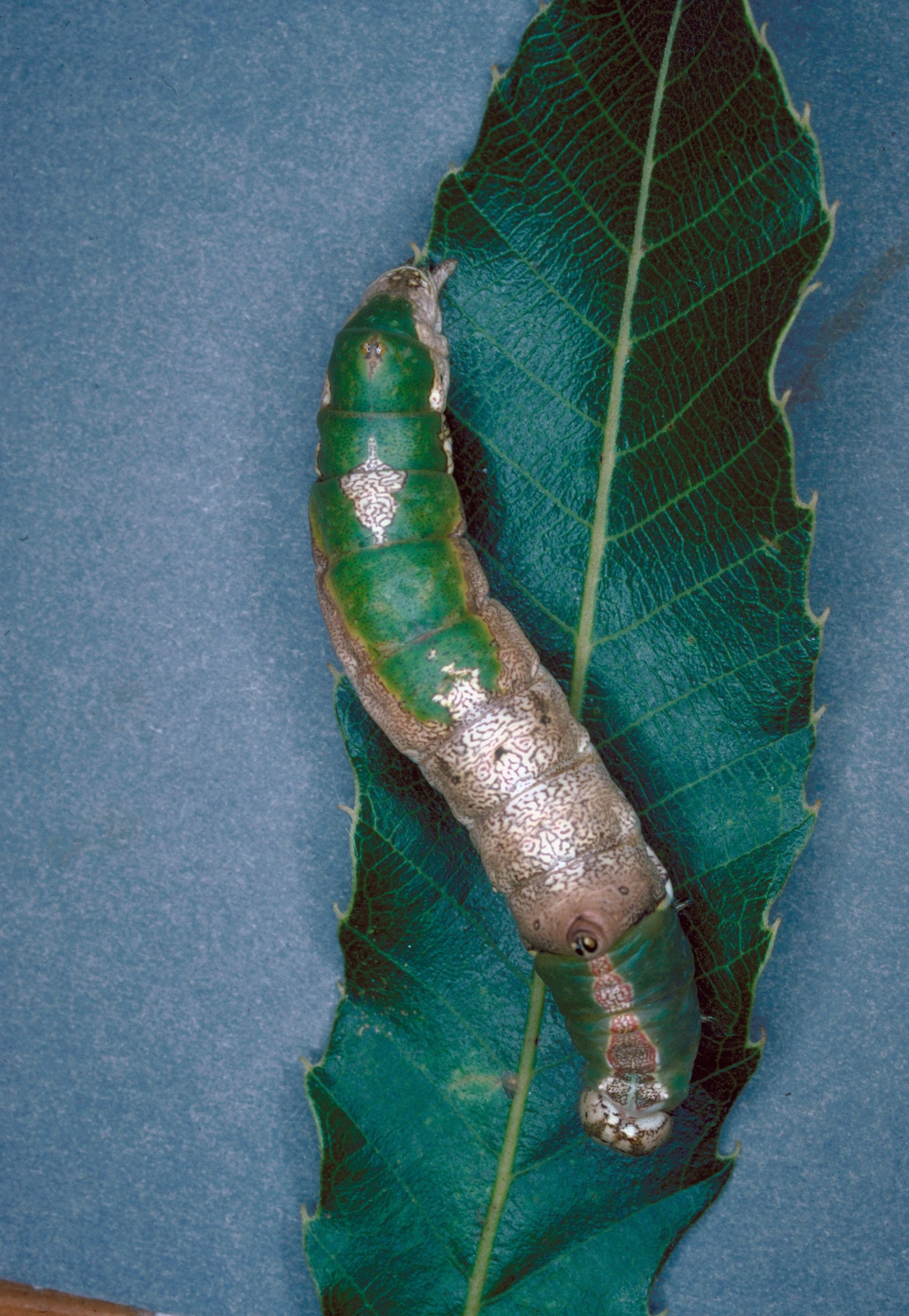